# Boliden AB
New Boliden é uma empresa mineradora sueca especializada na extração e fundição de cobre, zinco e outros metais.

Foi fundada em 1924, a partir de uma mina de ouro, prata e cobre na localidade de Boliden em Västerbotten, no norte do país. Atualmente tem a sua sede em Estocolmo, e atividades mineiras na Suécia, Finlândia, Irlanda e Canadá, assim como fundições na Suécia, Finlândia e Noruega. Os principais metais recuperados são o zinco e o cobre, e ainda chumbo, ouro e prata.

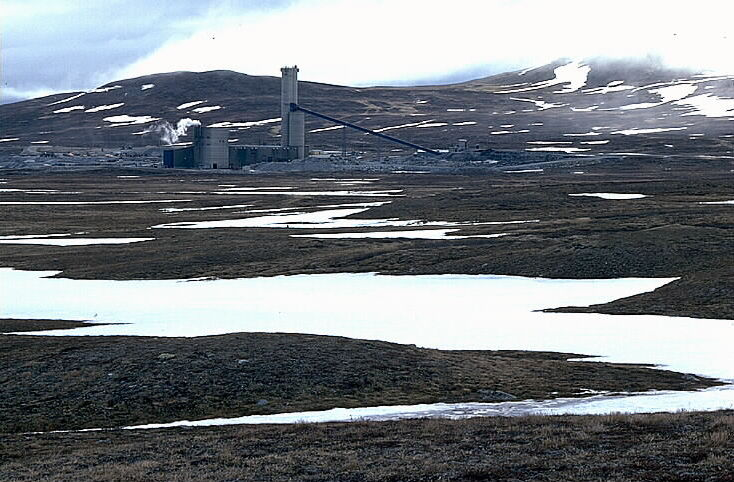
Mina de Stekenjokk
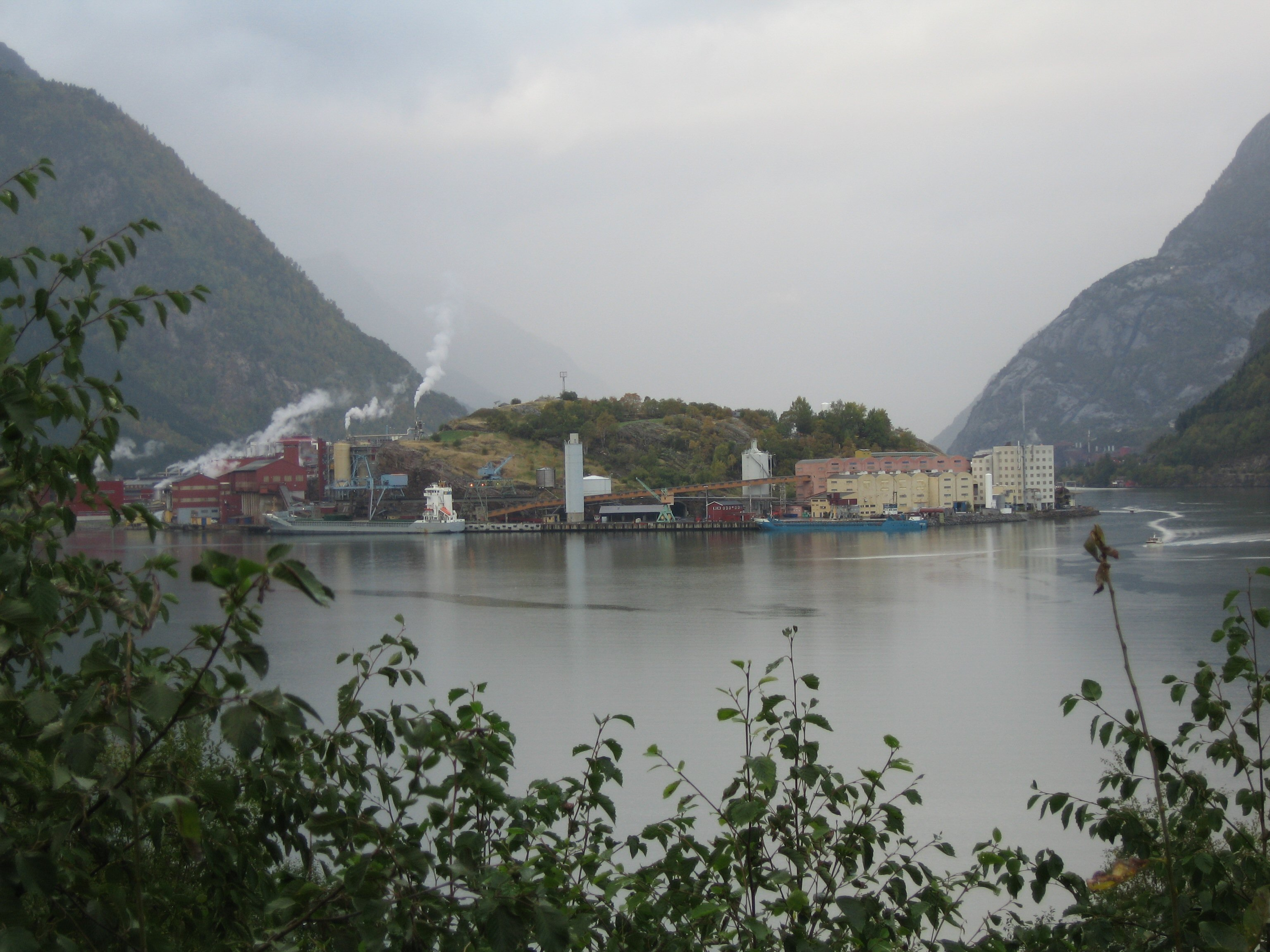
Mina de Odda
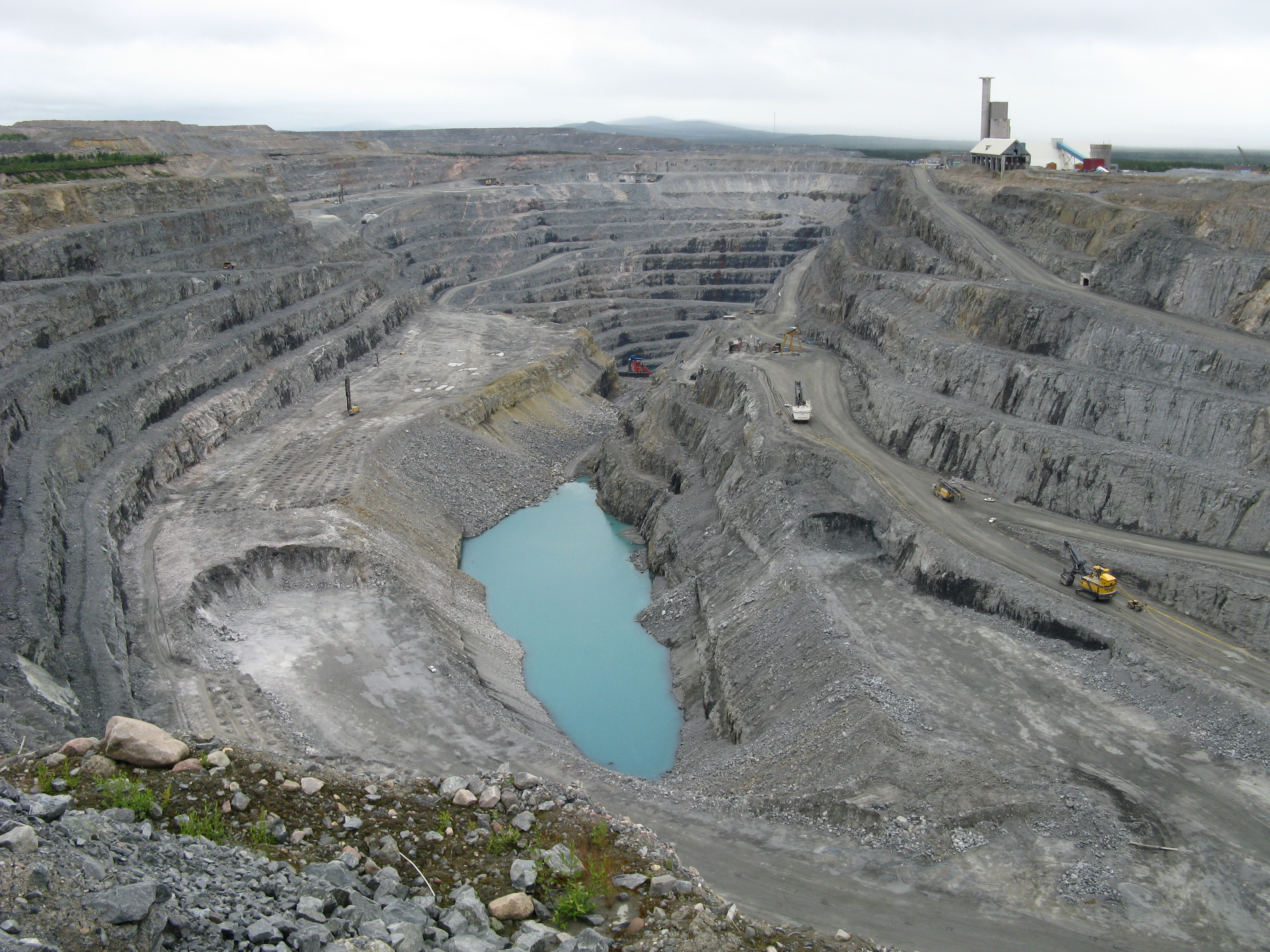
Mina de Aitik
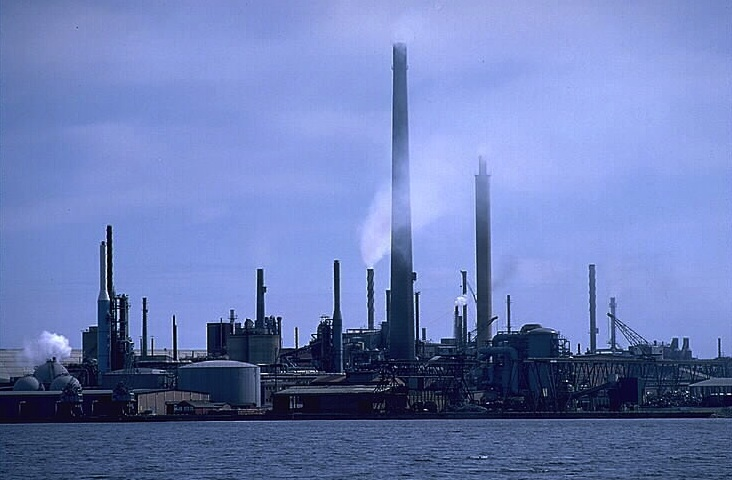
Fundição de Rönnskär